# Ла-Торре-де-Естебан-Амбран
Ла-Торре-де-Естебан-Амбран (ісп. La Torre de Esteban Hambrán) — муніципалітет в Іспанії, у складі автономної спільноти Кастилія-Ла-Манча, у провінції Толедо. Населення — 1793 особи (2010).
Муніципалітет розташований на відстані близько 50 км на південний захід від Мадрида, 38 км на північний захід від Толедо.

## Демографія
Динаміка населення (INE ):

## Галерея зображень

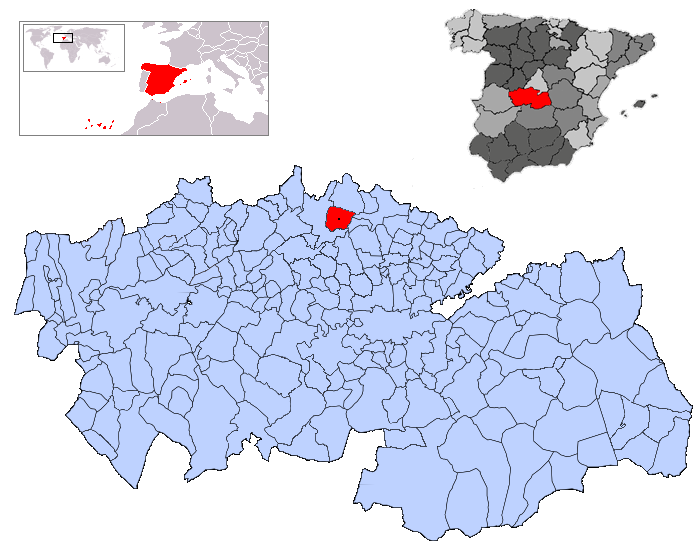
Розташування муніципалітету у провінції Толедо